# Dar (2000.)
Dar je američki film iz 2000. koji je režirao Sam Raimi, scenarij napisali Billy Bob Thornton i Tom Epperson, a koji se temelji na navodnom nadnaravnom iskustvu Thorntonove majke.
U ovom nadnaravnom trileru glavni lik Annie (Cate Blanchett) upliće se u nerazjašnjeno ubojstvo koje je vidjela svojim šestim čulom. U filmu se još pojavljuju Keanu Reeves, Giovanni Ribisi, Hilary Swank, Katie Holmes i Greg Kinnear.

## Radnja
Radnja se odvija u izmišljenom južnjačkom gradiću Brixtonu u državi Georgia, gdje mlada udovica Annie Wilson (Cate Blanchett), majka triju dječaka, zarađuje kao gatara. Gradić bruji o nestanku Jessice King (Katie Holmes), zaručnice ravnatelja škole Waynea Collinsa (Greg Kinnear).
Potraga za Jessicom započne, i lokalna policija i djevojčin otac Kenneth King (Chelcie Ross) angažiraju Annie da vide da li im ona može pomoći u istrazi. Prisutnost Pearla Johnsona (J. K. Simmons), lokalnog šerifa koji ne vjeruje u njezine sposobnosti, omete joj koncentraciju pa ne uspije dobiti viziju o nestanku Jessice.
Tek kasnije dobije viziju u kojoj je Jessica ubijena, a njezino tijelo okovano utezima i bačeno u jezero. U viziji su se pojavili i violinist, bijeli ljiljani i drvena ograda. Vrati se Johnsonu i kaže mu što je vidjela, a on odluči pretražiti jezero koje se nalazi na zemlji Donnieja Barksdalea (Keanu Reeves), nasilnog alkoholičara. Njegova supruga Valerie (Hilary Swank) da im dozvolu da pretraže jezero dok je Donnie u ribolovu. Donnie se vrati dok je pretraživanje u tijeku. Policija je već spremna odustati, no pronalaze nago i okovano Jessicino tijelo. Donnieja odmah uhite.
Tijekom suđenja za ubojstvo otkrije se da su Jessica i Barksdale bili u vezi pa njezin ugled na sudu postane upitan. Sumnja u Barksdalea se poveća kad na njegovoj podlaktici pronađu ogrebotinu za koju se ispostavi da ju je napravila Jessica tijekom sukoba u baru. Annie također svjedoči, i, iako njezino svjedočenje ismije odvjetnik obrane Gerald Weems (Michael Jeter), Donnieja na kraju optuže i pošalju u zatvor.
Sporedna radnja otkriva druge primjere Annienog "dara". Buddy Cole (Giovanni Ribisi) gaji intenzivnu mržnju prema svojem ocu i stalno ima nastupe naizgled neprovociranog bijesa, uključujući izgrede s Annie i Donniejem. Annie je zauzeta i ne želi slušati uspaničenog i vulgarnog Buddyja koji joj pokuša objasniti zašto mrzi oca. On je upita: "Ako pogledam u plavi dijamant, da li ću umrijeti?", ali ne objasni zašto. Ona ga ne razumije i otarasi ga se. Ubrzo ju nazove histerična Buddyjeva majka i kaže da dođe u njihovu kuću jer se Buddy slomio i zavezao oca za stolac. Buddy zapali oca, i kad ga Annie pokuša spriječiti, on joj pokaže tetovažu plavog dijamanta na očevom pupku. Otkrije se da je njegov otac iskoristio njegovo krhko mentalno stanje i prisilio ga na felaciju.  Kola hitne pomoći odvezu oca, a Buddyja odvezu u psihijatrijsku ustanovu.
Annie kasnije ima drugu viziju koja joj sugerira da je Donnie nevin. Zatraži od tužitelja Davida Duncana (Gary Cole) da ponovo otvori slučaj. Duncan odbije, a Annie zaprijeti da će otkriti njegovu vezu s Jessicom King, jer ih je vidjela kako se ljube u ženskom toaletu za vrijeme plesa. Duncan joj ponudi novac u zamjenu za šutnju, ali ona odbije jer ju zanima samo pravda za Barksdalea.
Annie kaže ravnatelju Collinsu da Barksdale nije ubojica, ali da Duncan neće ponovo pokrenuti istragu. Nakon vožnje do jezera te večeri, Annie shvati da je Collins ubojica. Prizna joj da je bio ljut nakon što je otkrio da ga je zaručnica varala. Pokuša ubiti Annie, znajući da će otići na policiju. U trenutku kad joj je htio zadati smrtonosni udar čeličnom svjetiljkom, pojavi se Buddy i onesvijesti ga.
Sjedeći u autu kraj jezera, Buddy, sada smiren, vrati joj maramicu koju mu je posudila ranije, i kaže joj da je ona srce i duša grada i da ne prestane raditi ono što radi. Njih dvoje se odveze u policijsku postaju s Collinsom u prtljažniku. Annie mu kaže da će se morati vratiti na psihijatriju, i on ju čeka u autu dok ne porazgovara sa šerifom Johnsonom. Vrati se s policajcima do auta, ali Buddyja više nema. Kad Annie objasni šerifu što se dogodilo kod jezera, on joj kaže da se Buddy objesio u bolnici ranije tog dana. Međutim, Annie još uvijek ima maramicu koju joj je Buddy vratio.

## Uloge
- Cate Blanchett - Annabelle 'Annie' Wilson
- Giovanni Ribisi - Buddy Cole
- Keanu Reeves - Donnie Barksdale
- Katie Holmes - Jessica King
- Greg Kinnear - Wayne Collins
- Hilary Swank - Valerie Barksdale
- Michael Jeter - Gerald Weems
- Gary Cole - David Duncan
- J.K. Simmons - šerif Pearl Johnson
- Kim Dickens - Linda
- Rosemary Harris - Anniena baka
- Chelcie Ross - Kenneth King
- Danny Elfman - Tommy Lee Ballard

## Prijem

### Kritike
Film je dobio podijeljene kritike, a Rotten Tomatoes je dao filmu ocjenu od 56% na temelju 116 kritika. Opće je mišljenje da "vrhunski glumci ne mogu spriječiti da film postane školski primjer detektivske priče s krajem koji je sve osim nezadovoljavajućeg."
Roger Ebert je dao filmu tri zvjezdice.

### Uspjeh na kinoblagajnama
Film je zaradio 12,008,642 dolara na američkim kinoblagajnama s proračunom od 10 milijuna dolara.